# ГЕС Кемерон-Фолс
ГЕС Кемерон-Фолс — гідроелектростанція у канадській провінції Онтаріо. Знаходячись між ГЕС Pine Portage (вище по течії) та ГЕС Alexander, входить до складу каскаду на річці  Ніпіґон, яка дренує озеро Ніпіґон та впадає до озера Верхнє (найвище по сточищу серед Великих озер).
У районі станції ліву протоку Ніпіґон перекриває гребля завдовжки кілька десятків метрів, а в правій протоці розташувався русловий машинний зал. Ці споруди підняли природний рівень річки на 23 метри, що призвело до затоплення ділянки завдовжки 19 км.
У машинному залі в 1920-х роках встановили 6 турбін типу Френсіс потужністю по 9,2 МВт, які використовували напір 22 метри. У 1958-му до них додали ще одну з показником 19 МВт, а станом на середину 2010-х загальна потужність станції після проведених модернізацій досягла 92 МВт.
Видача продукції відбувається по ЛЕП, розрахованій на роботу під напругою 110 кВ.
Станція працює під дистанційним управлінням з Тандер-Бей.